# Кьявари, Джованни Лука
Джованни Лука Кьявари (итал. Giovanni Luca Chiavari; Генуя, 1573 — Генуя, 1657) — дож Генуэзской республики.

## Биография
Сын дожа Джироламо Кьявари и Ангентины Муральи, Джованни родился в Генуе около 1573 года. В юности получил образование в гуманитарной, а также правовой и военной сферах. В 1598 году он получил свое первое назначение на государственную должность. В последующее десятилетие он занимал различные должности в судебной системе Республики, а также в магистрате чрезвычайных ситуаций и магистрате Корсики. В 1611 году он был избран одним из "отцов города".
В следующем году он был избран в число членов Синдикатория - государственного органа, отвечавшего за оценку работы дожа. Как сенатор Республики он был включен в Коллегию восьми губернаторов Республики. В 1617 году возглавил магистрат Корсики.
В 1618 году за свои дипломатические навыки, которые он продемонстрировал во Франции при дворе Людовика XIII, Кьявари возглавил следствие в отношении участников "заговора Марини" - французского посла Клаудио де Марини в герцогстве Савойском. Де Марини, бывший генуэзский гражданин, высланный из республики, своими действиями вызвал дипломатический кризис между Генуей, Францией и Испанией. Лишь арест Марини смог снять напряженность между странами.
Между 1619 и 1621 годами Кьявари вновь занимал важные государственные должности, в том числе был главой генуэзского флота. Во время войны между Генуей и герцогством Савойским в 1625 году он был послом к папе Урбану VIII.

### Правление
В Риме Кьявари оставался до начала июня 1627 года, где, несмотря на отказ генуэзцев вступить в анти-франко-испанскую лигу, установил дружественные отношения с понтификом. Затем он вернулся в Геную, где 28 июня 1627 года подавляющим большинством голосов членов Большого совета (267 из примерно 300) был избран дожем, 98-м в республиканской истории.
Начало его правление было отмечено новой войной, которую начали Франция и Испания за маркизат Монферрато, Генуя оказалась втянута в нее как третья сторона. К этому добавились новые конфликты с герцогством Савойским, на этот раз союзником испанцев, а также новый заговор, во главе с Джулио Чезаре Вакеро, который планировал убийство дожа и захват власти в республике в интересах Савойи. Заговор был раскрыт капитаном Томмазо Кьявари - братом дожа, и 31 марта 1628 года лидеры заговорщиков были обезглавлены.
Для пресечения антигосударственной деятельности дож учредил магистрат инквизиторов Республики. В 1629 году была пресечена попытка убийства дожа: заговорщики из числа бандитов пригорода Генуи Вольтри поместили взрывное устройство под скамью дожа в соборе Сан-Лоренцо, но были разоблачены.
Мандат Кьявари закончился 28 июня 1629 года.

### Последние годы
Кьявари был назначен пожизненным прокурором и еще тридцать лет занимал различные должности в магистрате войны, магистрате Корсики и магистрате инквизиторов. Наряду с Бартоломео да Пассано сформулировал новый церемониал Республики Генуя, который был утвержден Малым Советом 25 января 1639 года. Во время чумы, постигшей Геную и Лигурию между 1656 и 1657 годами, был одним из одиннадцати сенаторов, которые остались в столице, чтобы обеспечить поддержку общественного здравоохранения. Заразившись, он умер в Генуе в 1657 году. Тело Кьявари было похоронено в базилике Сантиссима-Аннунциата-дель-Васто.

### Личная жизнь
Был женат дважды: на Кьяретте де Франки Сакко (дочери дожа Пьетро Де Франки, родила ему трех дочерей: Марию, Томмазину и Клару, первые две умерли еще до смерти отца) и на Ливии Марии де Форнари.